# Chomutovská knihovna
Chomutovská knihovna, příspěvková organizace je veřejná knihovna s univerzálním knihovním fondem, jejímž zřizovatelem je město Chomutov. Instituce sídlí v bývalém jezuitském areálu a zajišťuje knihovnickou, vzdělávací i kulturní činnost. Jako pověřená knihovna také obsluhuje celkem 39 dalších knihoven (z toho 3 profesionální) v okrese Chomutov.

## Oddělení knihovny
Chomutovská knihovna disponuje následujícími odděleními:
- Oddělení beletrie
- Naučné oddělení
- Studovna s učebnou
- Čítárna s internetem (součástí je Zvuková knihovna)
- Dětské oddělení

## Služby
Chomutovská knihovna nabízí knihovní a informační služby:
- půjčování knih, časopisů, periodik, audioknih, CD a DVD, e-knih a čteček, deskových a karetních her
- kopírování, tisk, skenování, obalování knih, laminování, kroužková vazba
- přístup na internet, databáze Codexis a Anopress
- zpracování rešerše, zodpovídání faktografických a informačních dotazů
- meziknihovní výpůjční služba a mezinárodní meziknihovní výpůjční služba
- možnost vracení knih do biblioboxu[5]

### Vzdělávání a kultura
- exkurze, besedy, semináře a přednášky
- lekce čtenářské gramotnosti, knihovnické lekce
- jazykové kurzy, odborné kurzy, výtvarné kurzy
- tvořivé dílny, výstavy
- Akademie třetího věku, VU3V

## Pobočky
Kromě hlavní budovy poskytuje Chomutovská knihovna služby ve 2 svých pobočkách:
- Pobočka Březenecká, Dřínovská 4606, Chomutov
- Pobočka kino Oko, Lipská 2207, Chomutov